# آرخنا
آرخُنا (به اسپانیایی: Arjona) یکی از دهستان‌های استان خائن در کشور اسپانیا است. این شهر با مساحت کیلومتر مربع، تن جمعیت دارد.